# Eleição federal na Alemanha em novembro de 1932

Mapa eleitoral

Eleições federais foram realizadas na Alemanha em 6 de novembro de 1932. Eles viram uma queda significativa nos votos para o Partido Nazista e aumentos para os comunistas e para o conservador DNVP. Foi a última eleição livre e justa de toda a Alemanha antes da tomada do poder pelos nazistas em 30 de janeiro de 1933, quando as eleições seguintes de março de 1933 já eram acompanhadas de repressão maciça, especialmente contra políticos comunistas e social-democratas. A próxima eleição livre não seria realizada até agosto de 1949 na Alemanha Ocidental; as próximas eleições livres alemãs aconteceram em dezembro de 1990 após a reunificação.
Os resultados da eleição de novembro de 1932 foram uma grande decepção para os nazistas. Embora tenham surgido mais uma vez como o maior partido, eles tinham menos assentos do que antes e não conseguiram formar uma coalizão de governo no parlamento do Reichstag. Até agora, o chanceler Franz von Papen, um ex-membro do Partido do Centro Alemão, governou sem apoio parlamentar baseando-se em decretos legislativos promulgados pelo presidente do Reich, Paul von Hindenburg, de acordo com o artigo 48 da Constituição da República de Weimar. No entanto, em 12 de setembro de 1932, Papen teve que pedir a Hindenburg para dissolver o parlamento a fim de antecipar uma moção de desconfiança apresentada pelo Partido Comunista, que deveria ser aprovada (já que os nazistas deveriam votar a favor, como também desejavam novas eleições). Assim, a eleição de novembro de 1932 foi realizada após a dissolução do parlamento em setembro. O DNVP, que havia apoiado Papen, ganhou 15 assentos como resultado.

## Resultados Oficiais
| Partido                 | Partido                                    | Votos      | %               | +/-  | Deputados | +/-     |
| ----------------------- | ------------------------------------------ | ---------- | --------------- | ---- | --------- | ------- |
|                         | Partido Nazi                               | 11 737 021 | 33,09 / 100,00  | 4,18 | 196 / 584 | 34      |
|                         | Partido Social-Democrata                   | 7 247 901  | 20,43 / 100,00  | 1,15 | 121 / 584 | 12      |
|                         | Partido Comunista da Alemanha              | 5 980 239  | 16,86 / 100,00  | 2,54 | 100 / 584 | 11      |
|                         | Partido do Centro                          | 4 230 545  | 11,93 / 100,00  | 0,51 | 70 / 584  | 5       |
|                         | Partido Popular Nacional Alemão            | 2 959 053  | 8,34 / 100,00   | 2,43 | 51 / 584  | 14      |
|                         | Partido Popular da Baviera                 | 1 094 597  | 3,09 / 100,00   | 0,14 | 20 / 584  | 2       |
|                         | Partido Popular Alemão                     | 660 889    | 1,86 / 100,00   | 0,68 | 11 / 584  | 4       |
|                         | Serviço Social Cristão Popular             | 403 666    | 1,14 / 100,00   | 0,15 | 5 / 584   | 3       |
|                         | Partido Democrático Alemão                 | 336 447    | 0,95 / 100,00   | 0,04 | 2 / 584   | 2       |
|                         | Partido Agrário Alemão                     | 149 026    | 0,42 / 100,00   | 0,05 | 3 / 584   | 1       |
|                         | Partido do Reich das Classes Médias Alemãs | 110 309    | 0,31 / 100,00   | 0,09 | 1 / 584   | 1       |
|                         | Liga Agrícola                              | 105 220    | 0,30 / 100,00   | 0,04 | 2 / 584   | Estável |
|                         | Partido Alemão Hanoveriano                 | 63 966     | 0,18 / 100,00   | 0,05 | 1 / 584   | 1       |
|                         | Liga Agrícola da Turíngia                  | 60 062     | 0,17 / 100,00   | Novo | 1 / 584   | Novo    |
|                         | Outros                                     | 331 847    | 0,91 / 100,00   |      | 0 / 584   |         |
| Votos Inválidos         | Votos Inválidos                            | 287 471    |                 |      |           |         |
| Total                   | Total                                      | 35 758 259 | 100,00 / 100,00 |      | 584 / 584 | 24      |
| Eleitorado/Participação | Eleitorado/Participação                    | 44 374 085 | 80,58 / 100,00  | 3,48 |           |         |